# Spireafranjekelkje
Het spireafranjekelkje (Lachnum nudipes) is een schimmel behorend tot de familie Lachnaceae. Het leeft saprotroof op dode stengels van moerasspirea (Filipendula ulmaria) en andere grote kruiden, zoals riet (Phragmites). Hij is bekend van moeras- en oevervegetaties op voedselrijke, natte bodem.

## Kenmerken

### Uiterlijke kenmerken
Het is een klein, wit behaard kelkje van ongeveer 1 mm groot met een gelig hymenium (of oranje op oudere leeftijd) dat in het voorjaar tevoorschijn komt. De buitenzijde is korrelig. 

### Microscopische kenmerken
De asci zijn 8-sporig en meten 45-65 x 5-6 µm. De ascosporen meten van 8-10-(13) x 2-2,5 µm. De parafysen zijn meestal naar de basis toe 1-2 septaat en met een lengte van 100-117 µm aanzienlijk langer dan de asci. De randharen gesegmenteerd, fijn ingebed, doordrongen van grote kristallen.

## Vergelijkbare soorten
Het vertoont gelijkenissen, zelfs onder een microscoop, met het gewoon franjekelkje (Lachnum virgineum), maar kan onderscheiden worden door kortere randharen (35-85 µm) en sporen die spoelvormig zijn en mogelijk iets langer.

## Verspreiding
Het spireafranjekelkje komt voor in Europa, Noord-Amerika en is bekend van Aziatische landen. In Nederland komt het spireafranjekelkje zeldzaam voor.